# (36564) 2000 QD116
2000 QD116 (asteroide 36564) é um asteroide da cintura principal. Possui uma excentricidade de 0.14433300 e uma inclinação de 4.92455º.
Este asteroide foi descoberto no dia 28 de agosto de 2000 por LINEAR em Socorro.